# Vladimir Vochmjanin
Vladimir Anatol'evič Vochmjanin (in russo Владимир Анатольевич Вохмянин?; Temirtau, 27 gennaio 1962) è un ex tiratore a segno kazako.

## Palmarès

### Olimpiadi
- 2 medaglie:
  - 2 bronzi (Barcellona 1992 nella pistola automatica 25 metri[1]; Atlanta 1996 nella pistola automatica 25 metri[2])